# Ultrasò focalitzat d'alta intensitat
L' ultrasò focalitzat d'alta intensitat  (HIFU per les seves sigles en anglès, High-Intensity Focused Ultrasound) és un procediment mèdic que consisteix en l'aplicació d'un feix d'ultrasons d'alta freqüència i alta energia per produir destrucció (necrosi) de les cèl·lules objectiu per elevació de la temperatura entre 55-100 °C (ablació tèrmica) amb la particularitat que els teixits veins no queden afectats.
La destrucció cel·lular es produeix molt selectivament i amb forma ovalat, en els transductors més avançats el volum del focus arriba ser de 2x2x15 mm3.
Amb aquestes qualitats la medicina ho aplica per a tractament de tumors sòlids benignes i malignes. Es tracta d'una tècnica no invasiva amb tots els avantatges que comporta pel pacient i l'equip mèdic.

## Història
L'origen del HIFU no és recent, es remunta als dècada del 1950 als EUA, on van començar les primeres investigacions per part de Lindstrom i els germans Fry en cervells d'animals. Va ser posteriorment quan alguns deixebles xinesos, dels investigadors americans es van situar al capdavant de les investigacions d'aquesta tecnologia fins a arribar, a principis de la dècada del 1990, a l'ús clínic en pacients reals.

## Mecanismes d'acció

### Primaris
Vibració mecànicaEleva la temperatura del punt a tractar per sobre de 55-60 °C durant 1 s o més temps, per produir una necrosi coagulativa. S'utilitzen ultrasons d'alta freqüència i alta potència amb el feix enfocat en un sol punt focal. Els ultrasons generen calor com a resultat d'agitació microscòpica en travessar els diferents teixits. Per tant, l'energia mecànica de l'ona ultrasònica és absorbida com a energia calorífica. A més d'aquest efecte principal, existeixen altres efectes biològics i mecànics secundaris que participen en la necrosi coagulativa, fonamentalment la cavitació, l'apoptosis i la propagació no lineal d'ultrasò.

### Secundaris
CavitacióQue es pot definir com la creació de gas en un camp acústic, com ara el moviment oscil·latori d'una bombolla d'aire dins d'un medi líquid en exposar a un camp acústic. Amb la suficient compressió i expansió del teixit s'obtenen bombolles d'aire. Aquestes bombolles d'aire interaccionen amb l'ultrasò produint un flux líquid que pot danyar superfícies sòlides.
ApoptosiPer lesió directa d'ADN, que de fet és el mecanisme primari de mort cel·lular per hipertèrmia.
Efectes no lineals de l'ultrasòEs deuen a la modificació de l'ona d'ultrasons dins del teixit per la seva heterogeneïtat i contribueix a l'augment de temperatura.

## Classificació
Existeixen bàsicament 2 tipus el sistema de guiat:
HIFU guiat per ressonància magnètica (MRgFUS)permet una imatge més clara de la zona a tractar del pacient però no permet una visualització a temps real. Amb el que els possible moviments del pacient podria perjudicar el tractament. Es monitoritza els canvis de temperatura dels teixits per determinar els efectes de l'HIFU. El transductor de tractament té poca mobilitat a causa de la seva integració amb la màquina de ressonància magnètica. Cal una sala condicionada especialment per ressonàncies magnètiques.
HIFU guiat per ultrasons o ecògraf (USgFUS)permet una exploració en temps real i s'observen els canvis en els teixits mitjançant canvis en l'escala de grisos de la imatge ecogràfica. La instal·lació de la màquina USgFUS és la d'una sala convencional.

## Indicacions

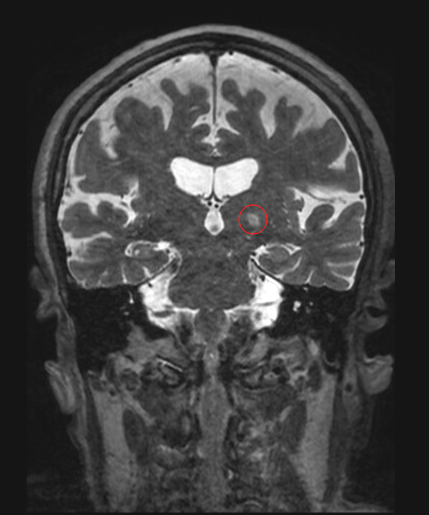
Ressonància magnètica (tall frontal) quatre dies després de MRgFUS (ultrasò focalitzat d'alta intensitat guiat per ressonància magnètica): talamotomia del nucli intermedi ventral esquerre (Vim). Home de 79 anys amb tremolor essencial.

Les indicacions de la teràpia HIFU són nombroses i en queden moltes més a l'espera de ser investigades.
- Fibromes uterins
- Fibroadenomes de mama
- Càncer de fetge
- Metàstasi
- Tumors ossis (tractables només si l'oseosarcoma trenca la cortical)
- Càncer de ronyó
- Càncer de pàncrees
- Càncer de mama
- Tumors de parts toves
- Carcinoma de bufeta
- Tumors en la cavitat pèlvica
- Tumor retroperitoneal
- Tractament Pal·liatiu per càncers avançats
- Tumors residuals després de cirurgia sense resultats i sense possibilitat de repetició
- Tumors de pròstata

## Avantatges
- Segur
- Precís
- Guiat en temps real per ultrasons
- Àmplies aplicacions
- Tractament normalment dura 1 sessió
- Repetible
- No hi ha risc d'infecció
- No tòxic
- No limitat per la grandària del tumor
- Menors complicacions
- Guiat en temps real
- Complementari amb altres tècniques
- Potencialment curatiu
- No s'estén metàstasi
- Sense cicatriu
- Més possibilitat de conservació funcions dels òrgans (fertilitat, mama, etc.)
- Reduït dolor postoperatori
- Sense hospitalització
- Cost econòmic
- Experiència clínica en pacients> 10 anys
- Maneig senzill

## Complicacions
- Procés més lent quan es tracten tumors de majors dimensions
- Possible limitació de tractament per la posició del tumor i el camí per on passa l'ultrasò (existeix tècniques que redueixen aquesta possibilitat)
- Possible lleugeres cremades a la pell (no es produeix en> 95% casos) però evitables amb el correcte seguiment mèdic.

## Contraindicacions
Les limitacions de HIFU vénen donades per la pròpia naturalesa de l'ultrasò en combinació amb els mitjans on es propaga.
- Tumor ossis, amb l'excepció de la cortical afectada, degut a una elevada atenuació a l'ultrasò.
- Tumors en vísceres que contenen aire (ja que l'ultrasó no s'hi transmet correctament):
  - Pulmó
  - Estómac
  - Intestins
- Tumors de l'espina dorsal

## Comparativa amb cirurgia
HIFU no té els següents inconvenients:
- Risc d'infecció
- Dolor postoperatori
- Hospitalització
- Temps de recuperació perllongat
- Cicatriu

## Comparativa amb radioteràpia i quimioteràpia
HIFU no té els següents inconvenients:
- Letargia
- Baixa defensa i propensa a infeccions
- Pèrdua de cabell
- Disfuncions hematològiques
- Múltiples visites a l'hospital
- Control de dosi

## Dispositius HIFU
Hi ha diferents màquines HIFU de diverses empreses, les més reprsentativas per Europa són:

### UltraLift Hifu Evo
De l'empresa Beco Medical ubicada a Espanya i distribució a tot Europa. Fabricants d'aparells estètics. Sistema d'emissió per ultrasò focalitzat amb indicacions en tensat cutani facial i corporal, així com greix localitzat. L'equip emet en freqüències i punts focals diferenciats segons la necessitat des de 1'5 mm fins als 13 mm en rang de més profunditat. Ultralift HIFU EVO

### Deep Slim
De l'empresa Medikalight a Espanya, referència en aparells medicoestètics. Guiat per ultrasons per eliminar el greix localitzat corporal. Permet variar la profunditat per realitzar múltiples escombrats i aconseguir un resultat més gran de reducció de volum. Deep Slim

### Ablatherm
De l'empresa EDAP establerta a Lió, França. Guiat per ultrasons i només és aplicable a neoplàsia de pròstata. Disposa de 184 centres en tots el món. L'any 2006 va tractar 3500 pacients. El tractament és mínimament invasiu ja que s'ha d'introduir una sonda endorectar per realitzar el tractament. Amb certificat CE.

### ExAblade2000
De l'empresa INSIGHTEC establerta a Israel. Guiat per ressonància magnètica de General Electrics. Només indicat per tumors benignes ginecològics. Potència i precisió mitjana, el moviment del transductor és limitat. El guiat no és en temps real. Existeixen 18 centres als EUA i 20 fora.

### Haifu model JC tumour treatment system
De l'empresa Chongqing HAIFU TECHNOLOGY Co.Ltd. establert a Chong Qing, Xina. És un dels referents en la teràpia ultrasònica del món. Indicat per a tot tipus tumors malignes i benignes llistat en l'apartat indicacions (excepte el de pròstata). Igual que Ablatherm és guiat per ultrasons, per la qual cosa es monitoritza el tractament en temps real. Disposen del transductor de tractament patentat de major precisió i potència del món després de 17 anys d'investigació. Precisions de moviment de <1 mm, focus de 2x2x15 mm3 i potència fins a 400 W. Amb certificat CE. Disposa d'amplis estudis clínics amb instal·lacions de 30 unitats (principalment en xinesa) repartit pel món, porten 30.000 pacients tractats.

### MR-HIFU
Philips també acaba de realitzar un prototip de màquina HIFU molt similar a Exabalate2000 que començarà amb assaig de tractament de càncer de pàncrees i de metàstasi d'ossos.
Hi ha altres com  Sonablate 500  de USHIFU dels EUA, similar a Ablatherm. A més de  SHANGHAI Aishen ,  Xina Medical Technologies , i  Minayang  són competidors amb un producte menys potent i versàtil que el d'Haifu Chongqing. Se sap que Siemens està treballant juntament Haifu per desenvolupar un model de HIFU guiat per ressonància magnètica que millora a les prestacions del model de INSIGHTEC quant a potència de sortida.
També hi ha un model anomenat Liposonix d'una companyia dels EUA del mateix nom pels tractaments estètics d'aprimament.

## Conclusions
HIFU és una nova estratègia terapèutica amb una base física reconeguda, perfil de toxicitat baixa i indicacions concretes sobre la base dels treballs publicats per les institucions amb experiència, amb els avantatges i limitacions descrites, i el paper al nostre país ha de ser definit en el context multidisciplinari dels especialistes implicats.
Amb la introducció del HIFU estem iniciant un procés que, sens dubte, trenca alguns esquemes terapèutics i modifica paradigmes i, per tant, com tot canvi, pot crear incomoditats i certes reticències en alguns professionals del col·lectiu mèdic.
Els metges americans ja l'utilitzen habitualment per a patologia ginecològica benigna i ells mateixos reconeixen, en una recent publicació científica del mes de gener de 2008, el pes que tindrà en un futur immediat l'HIFU en el tractament de diversos tipus de tumors sòlids.